# Middagsberget
Middagsberget är ett naturreservat i Åsele kommun i Västerbottens län.
Området är naturskyddat sedan 2017 och är 13 hektar stort. Reservatet omfattar Middagsbergets nordostsluttning östsluttningen och består av gammal granskog.